# دنیس کولدا
 دنیس کولدا (انگلیسی: Denis Kudla؛ زادهٔ ۱۷ اوت ۱۹۹۲) یک تنیس‌باز اهل ایالات متحده آمریکا است.